# Leo Kinnunen
Leo Juhani „Leksa“ Kinnunen (* 5. August 1943 in Tampere; † 26. Juli 2017 in Turku) war ein finnischer Automobilrennfahrer. Er war der erste Finne, der an einem Formel-1-Rennen teilnahm.
Kinnunen begann seine Karriere mit Motorradrennen in Finnland. Früh stieg er auf Automobile um und feierte Erfolge bei lokalen skandinavischen Rennsportveranstaltungen. 1967 und 1968 fuhr er in der finnischen Formel 3. 1969 gewann er den Nordic Challenge Cup, der als Vorläufer der Interserie gilt, die er ebenfalls zwischen 1971 und 1973 dreimal in Folge für sich entschied. 1970 führte er Porsche zum Sieg in der Sportwagen-Weltmeisterschaft und nahm 1970 und 1976 am 24-Stunden-Rennen von Le Mans teil. 1974 startete er mit einem Surtees einmalig als erster Finne in der Formel 1.

## Karriere

### Jugend und finnische Lokalerfolge (bis 1968)

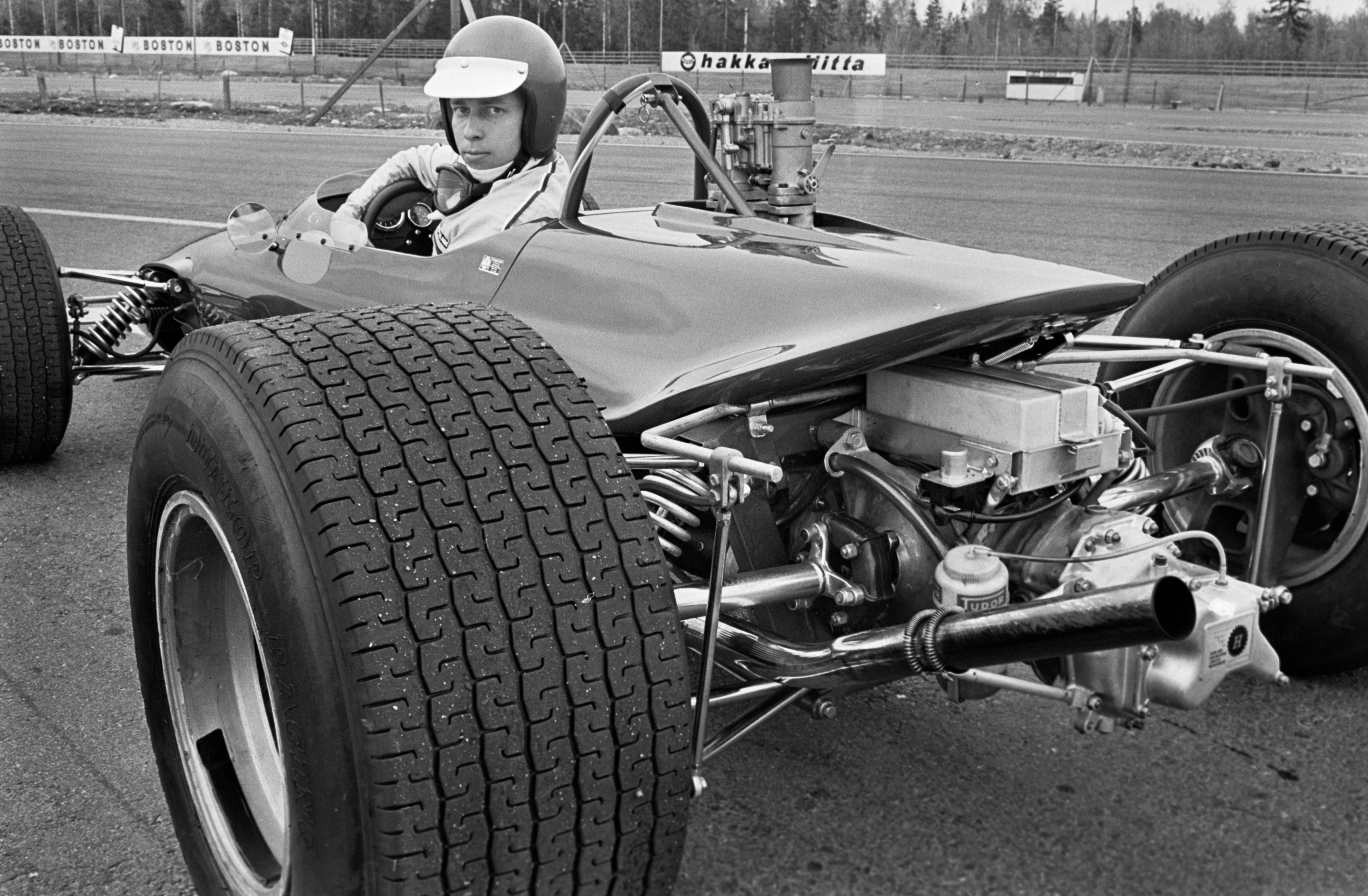
Kinnunen im Titan in der finnischen Formel 3, 1968

Leo Kinnunen sammelte als Jugendlicher bei Motorradrennen erste Erfahrungen im Motorsport. Nach dem Erhalt seiner Fahrerlaubnis für Pkw wechselte er schon früh zu den Automobilen.
In den 1960er-Jahren nahm Kinnunen an verschiedenen Rallyes in Finnland teil, darunter auch an der international renommierten 1000-Seen-Rallye, die Teil der Rallye-Europameisterschaft war. Außerdem bestritt er Rallycross-Rennen und fuhr Eisrennen. Sein erstes Fahrzeug war sein Privatwagen, ein Fiat 500. Später fuhr er mit Unterstützung der finnischen Generalimporteuere auch Fahrzeuge der schwedischen Hersteller Volvo und Saab. 1965 führte er bei der Rallye Monte Carlo lange Zeit die Wertung seiner Fahrzeugklasse an, wurde dann aber aufgrund eines Messfehlers zu Unrecht disqualifiziert. 1967 wurde der finnische Geschäftsmann und VW-Generalimporteur Antti Aarnio-Wihuri auf das junge Talent aufmerksam und förderte fortan Kinnunens Karriere. Mit einem Sponsor hatte Kinnunen nun Zugang zu hochwertigem Material von Volkswagen und belegte in der finnischen Rallyemeisterschaft 1967 bei Punktegleichstand den zweiten Platz hinter Simo Lampinen.
Ab 1967 fuhr er auch Rundstreckenrennen und begann sich in der finnischen Formel 3 zu engagieren. Zunächst startete er mit älteren Brabham BT18 und BT21, erzielte aber keine Erfolge. 1968 überzeugte er seinen Sponsor Aarnio-Wihuri, seine Ambitionen auch abseits der Rallyepisten zu unterstützen, und erhielt durch ihn Zugang zu einem moderneren Titan-Mk-3-Chassis. Mit dem neuen Wagen kamen die Erfolge rasch. Außerdem nahm Kinnunen als Gaststarter an schwedischen Formel-3-Rennen teil. Dort traf er auf die späteren Formel-1-Fahrer Ronnie Peterson und Reine Wisell, die er teilweise schlug.

### Erfolge bei Sportwagenrennen (1969–1973)

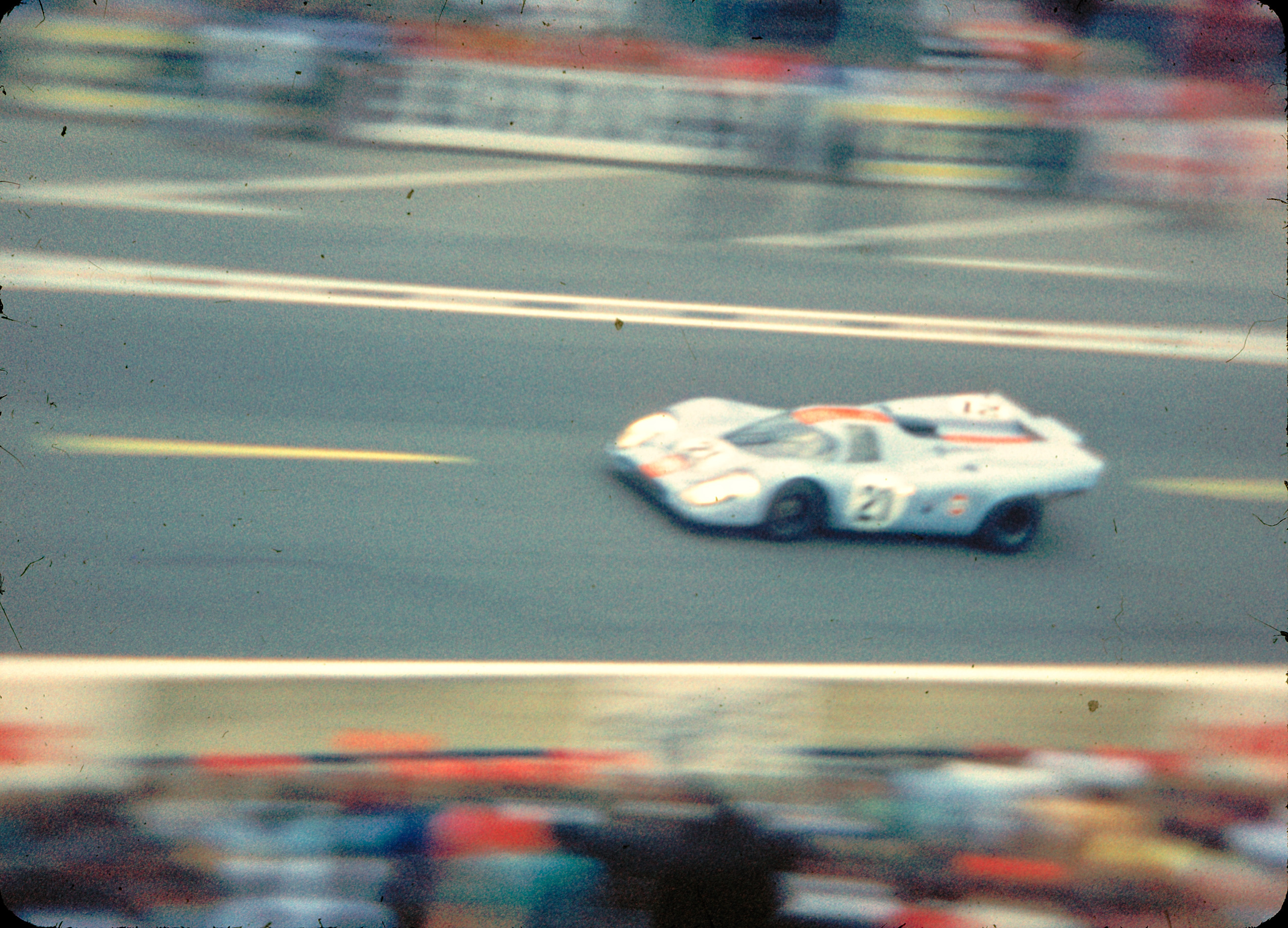
Kinnunen auf Wyer-Porsche in Le Mans, 1970

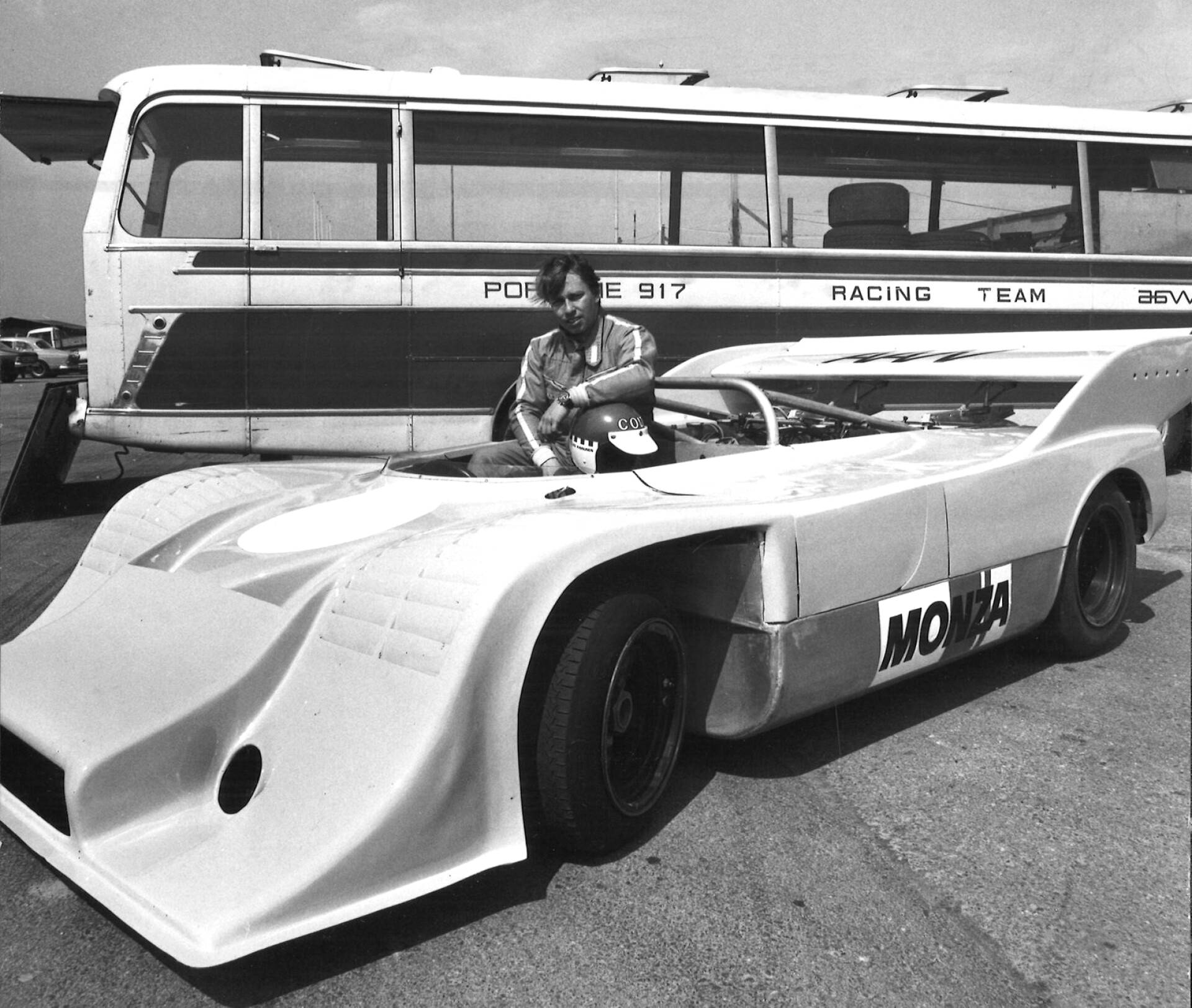
Kinnunen im AAW-Porsche beim 200-km-Rennen von Keimola 1972

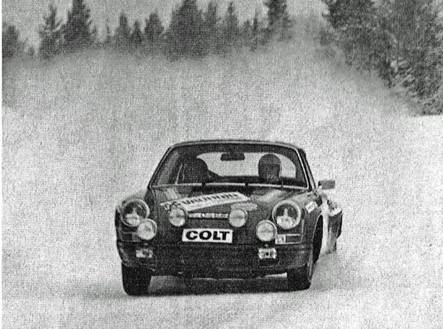
Kinnunen bei der finnischen Rallye Arctic, 1972

Im Sommer 1969 fand einmalig der für Sportwagen-Prototypen ausgeschriebene Nordic Challenge Cup statt. Antti Aarnio-Wihuri ergriff die Chance und erwarb einen gebrauchten Porsche 908 für Kinnunen. Am ersten Lauf im Keimolan Moottoristadion nahmen wegen Unstimmigkeiten bezüglich des Preisgeldes nur drei Fahrzeuge teil. Jochen Rindt siegte vor Kinnunen und dessen Landsmann Hans Laine. Die beiden Finnen verband seitdem eine enge Freundschaft. Die verbliebenen zwei Läufe im Mantorp Park sowie auf dem Scandinavian Raceway in Anderstorp entschied Kinnunen aber für sich und er holte so auch den Gesamtsieg. Er setzte sich dabei gegen weitere Formel-1-Piloten wie Joakim Bonnier und Brian Redman sowie den Sportwagenfahrer Herbert Müller durch. Aufgrund dieses Erfolges wurde Kinnunen Ende 1969 zu einem Testlauf mit dem neuen Porsche 917 auf den Österreichring eingeladen. Er bewies sein Talent auch dort und beeindruckte mit seinem „dramatischen“ Fahrstil unter anderem den langjährigen Porsche-Ingenieur Helmut Flegl, der beschrieb, dass Kinnunen den Wagen „wie der Teufel“ im „Rallyestil“ in die Kurven zwang. John Wyer nahm ihn als Teamkollegen von Pedro Rodríguez für sein Team J. W. Automotive für die Sportwagen-Weltmeisterschaft unter Vertrag.
Die erste Veranstaltung der Sportwagen-Weltmeisterschaft 1970 war das 24-Stunden-Rennen von Daytona. Kinnunen gewann es mit Rodríguez souverän vor dem zweiten Porsche-Werksteam mit Jo Siffert und Brian Redman. Auch beim 1000-km-Rennen von Brands Hatch sowie dem 1000-km-Rennen von Monza und dem 6-Stunden-Rennen von Watkins Glen war das Duo erfolgreich. Insgeheim war die Atmosphäre im Team aber angespannt, da Wyers Teamchef David Yorke Pedro Rodríguez klar bevorzugte und in Kinnunen nur einen Aushilfsfahrer sah, um die vom Reglement verlangte Doppelbesetzung der Wagen zu gewährleisten. Der Porsche 917 des Teams war gänzlich auf den Mexikaner zugeschnitten und Kinnunen durfte keinerlei Änderungen am Setup des Wagens durchführen. Das ging so weit, dass er teilweise ernsthafte Probleme hatte, das auf Präferenz des körperlich größeren Rodríguez weit entfernte Lenkrad im Cockpit zu erreichen.
Die Targa Florio 1970 markierte eine der größten Leistungen Kinnunens. Sein Team hatte anstelle des großen und unhandlichen Porsche 917 den leichten Porsche 908/03 an die Strecke gebracht, dessen Fahreigenschaften Kinnunen besser zusagten. Zudem war für ihn von Vorteil, dass sein Teamkollege Rodríguez am Renntag wegen Krankheit nur wenige Runden fuhr. Kinnunen war zunächst in den Dreikampf um den Sieg zwischen den zwei Wyer-Porsche und dem einzigen Werkswagen der Scuderia Ferrari involviert, doch verlor sein Wagen nach dem Fahrerwechsel mit Rodríguez am Steuer schnell an Boden. Nach nur zwei Runden gab der schwächelnde Rodríguez das Steuer wieder an Kinnunen ab. Kinnunen fuhr daraufhin eine Rekordrunde nach der anderen und überholte in der letzten Runde den Ferrari von Ignazio Giunti und Nino Vaccarella, was John Wyer einen Doppelsieg bescherte. Bei dieser Veranstaltung stellte Kinnunen mit 33:36,000 Minuten einen absoluten Rundenrekord auf, der bis heute nicht gebrochen wurde.
Auf dieses Ergebnis folgte aber ein Formtief für die erste Wyer-Mannschaft. In Spa-Francorchamps, beim 24-Stunden-Rennen von Le Mans und in Zeltweg mussten Kinnunen und Rodríguez mit technischen Problemen die Rennen aufgeben. Dramatisch verlief das 1000-km-Rennen auf dem Nürburgring, bei dem Kinnunens enger Freund Hans Laine im Training verunglückte und in seinem Fahrzeug verbrannte. Dieser Vorfall traf Kinnunen schwer und er wollte zunächst nicht zum Rennen am nächsten Tag starten. Da in der Kürze der Zeit kein Ersatzfahrer gefunden wurde, musste er trotzdem antreten, kam aber nach nur wenigen Runden mit seinem Porsche von der Bahn ab und überschlug sich. Kinnunen blieb unverletzt. Der letzte Erfolg in diesem Jahr war der Gewinn des 6-Stunden-Rennens von Watkins Glen. Nach nur einem Jahr verließ Kinnunen desillusioniert das Team von John Wyer und kehrte zu seinem alten Förderer Antti Aarnio-Wihuri zurück, nachdem sich ein mögliches Engagement für Lotus in der Automobil-Weltmeisterschaft 1971, das Jochen Rindt maßgeblich vorangetrieben hatte, nach dessen Tod im Spätsommer 1970 schnell zerschlagen hatte.
Ursprünglich plante Aarnio-Wihuri, mit seinem AAW-Racing-Team mit der Fahrerpaarung Kinnunen/Laine an der Sportwagen-Weltmeisterschaft 1971 teilzunehmen. Nach dem tödlichen Unfall Laines zerschlugen sich diese Pläne jedoch und Aarnio-Wihuri meldete stattdessen einen Porsche 917 allein für Kinnunen in der Interserie. Kinnunen gewann die Meisterschaft drei Jahre in Folge, einmal vor Peter Gethin und zweimal vor Willi Kauhsen. Ein weiteres einschneidendes Erlebnis für Kinnunen war das 200-Meilen-Rennen von Nürnberg 1971, bei dem sein ehemaliger Teamkollege Pedro Rodríguez vor seinen Augen tödlich verunglückte. Die beiden hatten sich erst kurz zuvor nach dem schwierigen Jahr 1970 wieder angefreundet. Dem Rallyesport blieb Kinnunen aber auch in seiner Sportwagen-Zeit nicht fern und belegte unter anderem mit einem Porsche 911 den dritten Platz bei der Rallye Finnland 1973.

### Formel 1 (1974)

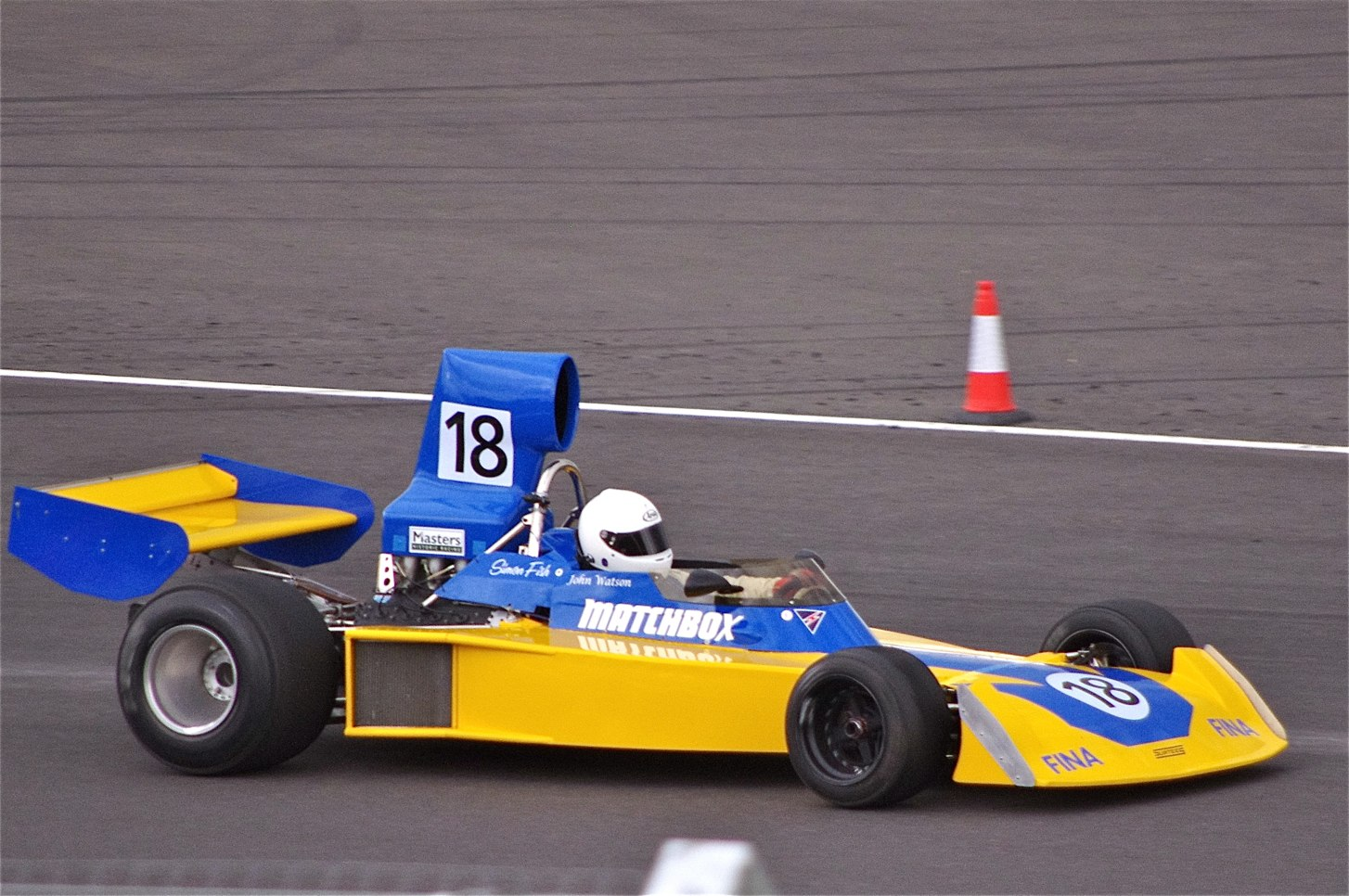
Surtees TS16 von John Watson, mit einem baugleichen Chassis startete Kinnunen 1974 zu seinem einzigen Grand Prix

1974 geriet die bis dahin erfolgreiche Karriere Kinnunens ins Stocken. Antti Aarnio-Wihuri wollte mit ihm sowohl die Interserie bestreiten als auch im nordamerikanischen Gegenstück Can-Am Fuß fassen, gab dieses Projekt aber ohne Vorankündigung auf und zog sich vom internationalen Motorsport zurück. Dadurch stand Kinnunen ohne Sponsor und ohne Vertrag vor dem Nichts. Er ging daraufhin auf ein Angebot von John Surtees ein, einen TS16 von ihm zu leasen und damit in der Automobil-Weltmeisterschaft 1974 zu starten. Den Wagen zu finanzieren war das nächste Problem, doch fanden sich mit dem finnischen Elektronikhersteller Salora und der Zigarettenmarke Colt ausreichende Sponsoren, um einen Start zumindest bei einigen Grands Prix zu ermöglichen. Obwohl Aarnio-Wihuri keine finanzielle Unterstützung bereitstellte, trat das Team als AAW Finland an, da der inzwischen bekannte Name dem jungen Team viele Türen öffnete. Dieses Engagement war zudem das erste und einzige eines finnischen Formel-1-Teams bis in die Gegenwart.
Der erste Grand Prix, zu dem das Team anreiste, war der Große Preis von Belgien. Kinnunen hatte vor dem ersten gewerteten Trainingslauf noch nie in einem Formel-1-Wagen gesessen und dementsprechend keine Erfahrung mit modernen Monopostos. Deutlich schwerer wog aber, dass John Surtees ihm den ersten je produzierten TS16 zur Verfügung gestellt hatte, an dem sämtliche Entwicklungsarbeit durchgeführt worden war. Das Monocoque war viel zu schwer und bereits an einigen Stellen gebrochen, während der Cosworth-Motor durch starke Abnutzung der Teile bereits deutlich an Leistung verloren hatte. Die Qualifikation gelang der insgesamt nur fünf Mann umfassenden Mannschaft daher als einzigem der angereisten Teams nicht.
Vor dem nächsten Rennen, dem Großen Preis von Schweden, wurden umfangreiche Wartungsarbeiten am Wagen vollzogen. Der allgemein weit fortgeschrittene Verschleiß gerade am Fahrgestell war aber mit den geringen Mitteln, über die Kinnunens Team verfügte, nicht zu beheben. Kinnunen überschritt zwar die Zeit, die zum Start nötig gewesen wäre, deutlich, doch erlaubte ihm der Veranstalter, das Rennen trotzdem aufzunehmen, um neben Ronnie Peterson, Reine Wisell und Tom Belsø mit Kinnunen einen vierten skandinavischen Fahrer im Fahrerfeld zu haben. Da sein Team aber überzeugt war, dass der Motor die komplette Renndistanz nicht durchhalten würde, wurde der Wagen nur mit Kraftstoff für zehn Runden betankt. Dadurch hatte Kinnunen einen Gewichtsvorteil und gewann in acht Runden fünf Plätze. Danach fiel er aber mit Problemen an der Zündanlage aus.
Nach dem schwedischen Grand Prix reiste das AAW Racing Team noch zu den Rennen in Frankreich, Großbritannien, Österreich und Italien an, qualifizierte sich dort aber nicht. Für die beiden verbliebenen, nordamerikanischen Rennen am Saisonende reichte das Geld nicht mehr, weswegen Kinnunen seinen Formel-1-Traum endgültig aufgeben musste. Durch seinen Start beim Großen Preis von Schweden stellte er aber den ewigen Rekord auf, der erste Finne gewesen zu sein, der an einem Grand-Prix-Rennen teilnahm.

### Späte Karriere (ab 1975)

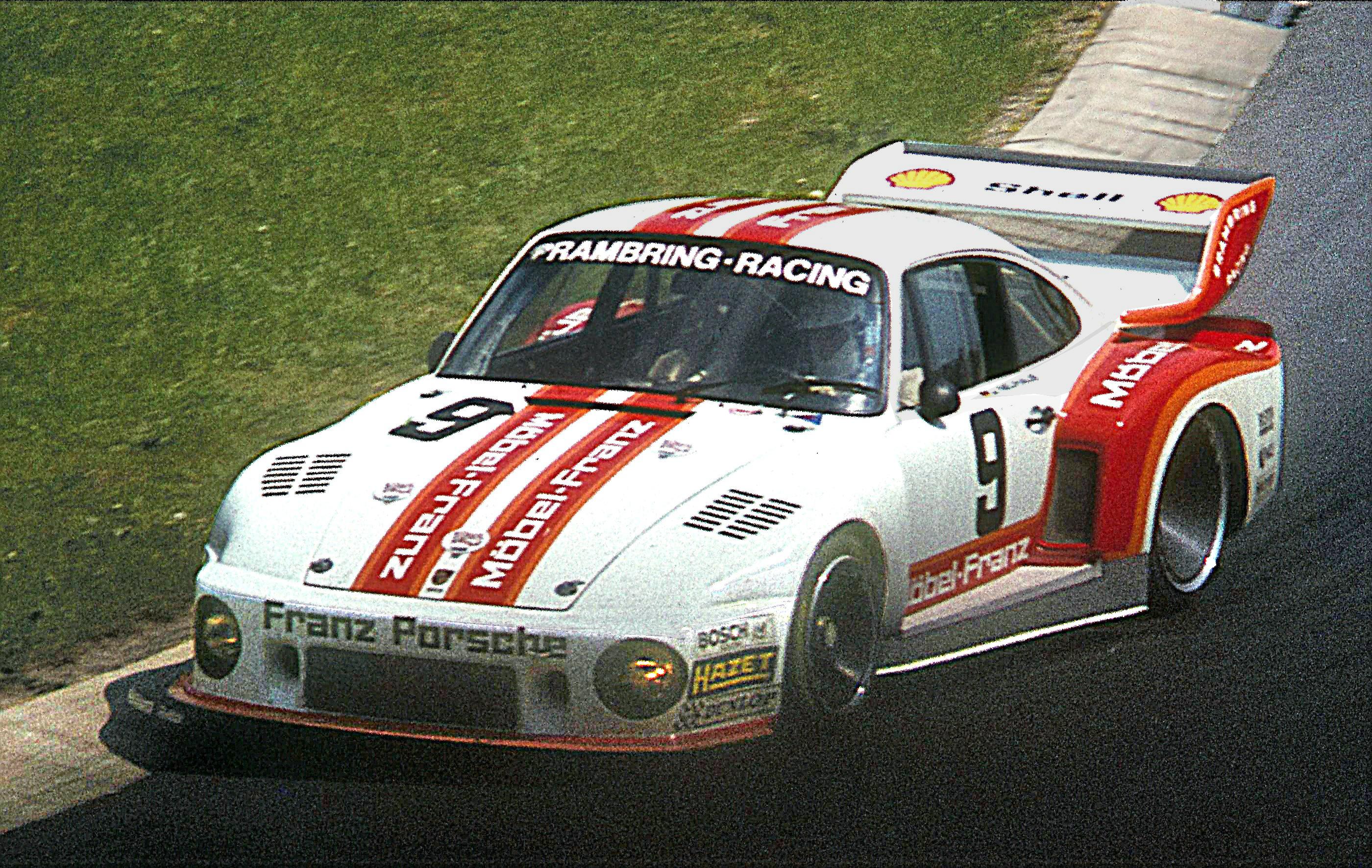
Kinnunen bei seinem letzten Sportwagenrennen auf dem Nürburgring, 1977

Nach dem schnellen Ende seines Engagements in der Formel 1 kehrte Kinnunen im Sommer 1975 für den letzten Lauf auf dem Hockenheimring in die Interserie zurück. Er gewann beide Stints der Veranstaltung überlegen und akzeptierte daraufhin ein Vertragsangebot von Martini Racing, an der Seite von Herbert Müller mit einem Porsche 908 die verbliebenen Rennen der Sportwagen-Weltmeisterschaft 1975 zu bestreiten. Das Duo hatte aber mit dem inzwischen veralteten Wagen gegen die dominierenden Alfa Romeo T33/TT/12 keine Chance mehr, ein dritter Platz beim 1000-km-Rennen auf dem Nürburgring blieb das beste Saisonergebnis.
Für die Sportwagen-Weltmeisterschaft 1976 verpflichtete Egon Evertz Kinnunen als seinen Teamkollegen in einem privaten Porsche 934. Teilweise wurde auch Toine Hezemans als dritter Fahrer engagiert. Die Mannschaft schlug sich sehr gut und erreichte als bestes Ergebnis neben zwei dritten Plätzen bei anderen Veranstaltungen einen zweiten Platz beim 6-Stunden-Rennen von Watkins Glen. Danach musste das vielversprechende Team aber wegen finanzieller Schwierigkeiten den Rennbetrieb einstellen. Kinnunen begann sich daraufhin wieder mehr bei Rennen abseits der Rundstrecken zu engagieren. Beim 1000-km-Rennen auf dem Nürburgring 1977 fuhr er für Josef Brambring zum letzten Mal bei einem Langstreckenrennen, schied aus und zog sich danach endgültig vom internationalen Rennsport zurück.
Bis in die 1980er-Jahre hinein betätigte sich Kinnunen bei lokalen Veranstaltungen in Finnland aber weiter motorsportlich. Er startete bei verschiedenen Rallyes, unter anderem mit einem Toyota Corolla, Datsun 160J, Volkswagen 1302 S und Volvo 66. Mit einem Porsche 911 S gewann er 1979 zum zweiten und letzten Mal die Rallye Arctic und startete zwischen 1977 und 1982 insgesamt viermal bei der 1000-Seen-Rallye, wo er aber bei keinem Anlauf ins Ziel kam.
1985 erschien er beim Scandinavian Special Saloon Cup zum letzten Mal auf einer Rennstrecke, wo er für das Werksteam einen SAAB 900 fahren sollte. Kinnunen nahm an allen acht Läufen teil, erreichte aber keine nennenswerten Ergebnisse, womit sein und das Engagement von SAAB nach nur einer Saison endete.
Nach seiner aktiven Fahrerlaufbahn blieb Kinnunen dem Motorsport organisatorisch verbunden. Er starb 2017 mit 73 Jahren in seiner Wahlheimat Turku.

## Trivia

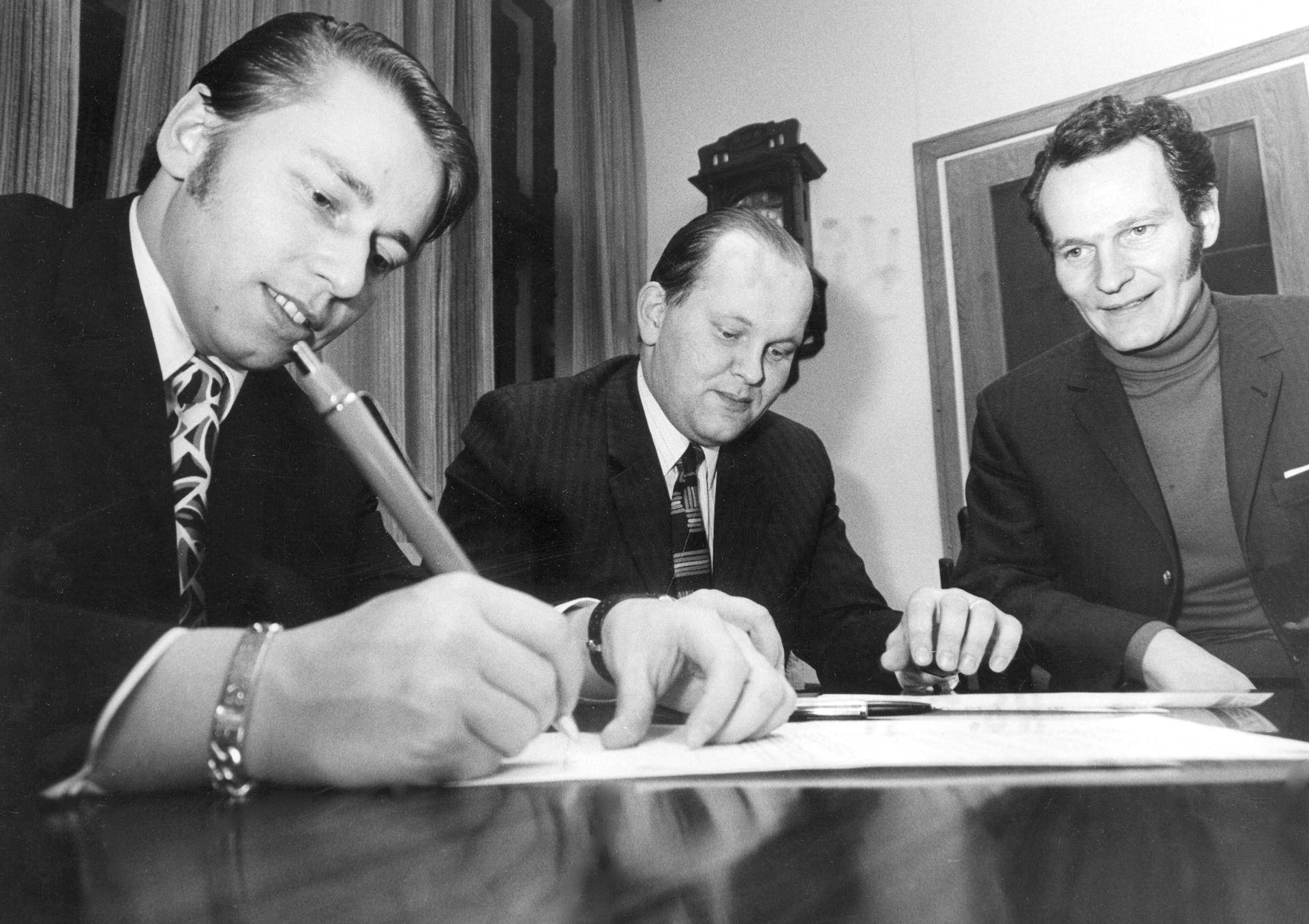
Vertragsunterzeichnung bei AAW Racing, 1971

Kinnunen wurde stets als Fahrer der „alten Schule“ bezeichnet und weigerte sich zeitlebens, fachliches Englisch zu lernen, was die Arbeit gerade in internationalen Teams deutlich erschwerte.
Als letzter Fahrer trat Kinnunen in der Formel 1 noch mit einem für die 1960er-Jahre typischen Halbschalenhelm an, den er auch im Sportwagen trug, der aber bei der Konkurrenz bis 1974 bereits vollständig vom modernen Integralhelm abgelöst worden war.
Bei der Siegerehrung des 24-Stunden-Rennens von Daytona 1970 wurde für den international noch unbekannten Kinnunen die schwedische anstelle der finnischen Flagge gehisst.
Beim 24-Stunden-Rennen von Le Mans 1970 sollte Kinnunen einen für die Dreharbeiten zum Film Le Mans präparierten, privaten AAW-Racing-Team-Porsche fahren, was sein Vertrag mit John Wyer Automotive aber verbot. An seiner Stelle startete David Piper, der schwer verunfallte und als Folge sein rechtes Bein verlor.
Er galt als erster „Fliegender Finne“ im internationalen Motorsport und machte sich diesen Spitznamen unter anderem auf seinem Helm zu eigen.
Sein Spitzname „Leksa“ bedeutet sinngemäß „Löwchen“ und spielt auf seinen Vornamen an.

## Statistik

Helmdesign von Leo Kinnunen, 1974

### Automobil-Weltmeisterschaft (Formel 1)
Diese Statistik umfasst alle Teilnahmen des Fahrers an der Automobil-Weltmeisterschaft, die heutzutage als Formel-1-Weltmeisterschaft bezeichnet wird.

#### Gesamtübersicht
| Saison | Team            | Chassis      | Motor               | Rennen | Siege | Zweiter | Dritter | Poles | schn. Rennrunden | Punkte | WM-Pos. |
| ------ | --------------- | ------------ | ------------------- | ------ | ----- | ------- | ------- | ----- | ---------------- | ------ | ------- |
| 1974   | AAW Racing Team | Surtees TS16 | Cosworth DFV 3.0 V8 | 1      | −     | −       | −       | −     | −                | 0      | NC      |
| Gesamt | Gesamt          | Gesamt       | Gesamt              | 1      | −     | −       | −       | −     | −                | −      |         |

#### Einzelergebnisse
| Saison | 1 | 2 | 3 | 4   | 5 | 6   | 7 | 8   | 9   | 10 | 11  | 12  | 13 | 14 | 15 |
| ------ | - | - | - | --- | - | --- | - | --- | --- | -- | --- | --- | -- | -- | -- |
| 1974   |   |   |   |     |   |     |   |     |     |    |     |     |    |    |    |
|        |   |   |   | DNQ |   | DNF |   | DNQ | DNQ |    | DNQ | DNQ |    |    |    |

| Legende  | Legende            | Legende                                                          |
| Farbe    | Abkürzung          | Bedeutung                                                        |
| -------- | ------------------ | ---------------------------------------------------------------- |
| Gold     | –                  | Sieg                                                             |
| Silber   | –                  | 2. Platz                                                         |
| Bronze   | –                  | 3. Platz                                                         |
| Grün     | –                  | Platzierung in den Punkten                                       |
| Blau     | –                  | Klassifiziert außerhalb der Punkteränge                          |
| Violett  | DNF                | Rennen nicht beendet (did not finish)                            |
| Violett  | NC                 | nicht klassifiziert (not classified)                             |
| Rot      | DNQ                | nicht qualifiziert (did not qualify)                             |
| Rot      | DNPQ               | in Vorqualifikation gescheitert (did not pre-qualify)            |
| Schwarz  | DSQ                | disqualifiziert (disqualified)                                   |
| Weiß     | DNS                | nicht am Start (did not start)                                   |
| Weiß     | WD                 | zurückgezogen (withdrawn)                                        |
| Hellblau | PO                 | nur am Training teilgenommen (practiced only)                    |
| Hellblau | TD                 | Freitags-Testfahrer (test driver)                                |
| ohne     | DNP                | nicht am Training teilgenommen (did not practice)                |
| ohne     | INJ                | verletzt oder krank (injured)                                    |
| ohne     | EX                 | ausgeschlossen (excluded)                                        |
| ohne     | DNA                | nicht erschienen (did not arrive)                                |
| ohne     | C                  | Rennen abgesagt (cancelled)                                      |
| ohne     | keine WM-Teilnahme |                                                                  |
| sonstige | P/fett             | Pole-Position                                                    |
| sonstige | 1/2/3/4/5/6/7/8    | Punktplatzierung im Sprint-/Qualifikationsrennen                 |
| sonstige | SR/kursiv          | Schnellste Rennrunde                                             |
| sonstige | *                  | nicht im Ziel, aufgrund der zurückgelegten Distanz aber gewertet |
| sonstige | ()                 | Streichresultate                                                 |
| sonstige | unterstrichen      | Führender in der Gesamtwertung                                   |

### Le-Mans-Ergebnisse
| Jahr | Team                             | Fahrzeug      | Teamkollege     | Platzierung | Ausfallgrund |
| ---- | -------------------------------- | ------------- | --------------- | ----------- | ------------ |
| 1970 | John Wyer Automotive Engineering | Porsche 917K  | Pedro Rodríguez | Ausfall     | Motorschaden |
| 1976 | Egon Evertz KG                   | Porsche 908/3 | Egon Evertz     | Ausfall     | Motorschaden |

### Sebring-Ergebnisse
| Jahr | Team                              | Fahrzeug     | Teamkollege | Teamkollege     | Platzierung | Ausfallgrund |
| ---- | --------------------------------- | ------------ | ----------- | --------------- | ----------- | ------------ |
| 1970 | J. W. Automotive Engineering Ltd. | Porsche 917K | Jo Siffert  | Pedro Rodríguez | Rang 4      |              |

### Einzelergebnisse in der Sportwagen-Weltmeisterschaft
| Saison | Team              | Rennwagen               | 1   | 2   | 3   | 4   | 5   | 6   | 7   | 8   | 9   | 10  | 11  | 12  | 13  | 14  | 15  | 16  | 17  |
| ------ | ----------------- | ----------------------- | --- | --- | --- | --- | --- | --- | --- | --- | --- | --- | --- | --- | --- | --- | --- | --- | --- |
| 1970   | J. W. Engineering | Porsche 917 Porsche 908 | DAY | SEB | BRH | MON | TAR | SPA | NÜR | LEM | WAT | ZEL |     |     |     |     |     |     |     |
| 1970   | J. W. Engineering | Porsche 917 Porsche 908 | 1   | 4   | 1   | 1   | 2   | DNF | DNF | DNF | 1   | DNF |     |     |     |     |     |     |     |
| 1975   | Martini Racing    | Porsche 908             | DAY | MUG | DIJ | MON | SPA | PER | NÜR | ZEL | WAT |     |     |     |     |     |     |     |     |
| 1975   | Martini Racing    | Porsche 908             |     | 3   | 9   | DNF | DNF | 7   | 3   | 9   |     |     |     |     |     |     |     |     |     |
| 1976   | Egon Evertz       | Porsche 934             | MUG | VAL | NÜR | MON | SIL | IMO | NÜR | ZEL | PER | WAT | MOS | DIJ | DIJ | SAL |     |     |     |
| 1976   | Egon Evertz       | Porsche 934             | 3   | DNF |     |     | 3   |     | DNF | DNF |     | 2   |     | 4   |     |     |     |     |     |
| 1977   | Josef Brambring   | Porsche 935             | DAY | MUG | DIJ | MON | SIL | NÜR | VAL | PER | WAT | EST | LEC | MOS | IMO | SAL | BRH | HOK | VAL |
| 1977   | Josef Brambring   | Porsche 935             |     |     | DNF |     |     |     |     |     |     |     |     |     |     |     |     |     |     |

### Rallye-Weltmeisterschaft
Diese Aufstellung zeigt alle Teilnahmen an der Rallye-Weltmeisterschaft. Bis einschließlich 1978 wurde im Rallyesport keine Fahrerweltmeisterschaft ausgetragen.
| Jahr | Team         | Fahrzeug              | 1   | 2   | 3   | 4   | 5   | 6   | 7   | 8   | 9   | 10  | 11  | 12  | 13  | Punkte | Rang |
| ---- | ------------ | --------------------- | --- | --- | --- | --- | --- | --- | --- | --- | --- | --- | --- | --- | --- | ------ | ---- |
| 1973 | Leo Kinnunen | Porsche 911           | MON | SWE | POR | KEN | MAR | GRE | POL | FIN | AUT | ITA | USA | GBR | FRA | –      | –    |
| 1973 | Leo Kinnunen | Porsche 911           |     |     |     |     | 3   |     |     |     |     |     |     |     |     | –      | –    |
| 1974 | Fiat S.p.A.  | Fiat 124 Abarth Rally | POR | KEN | FIN | ITA | CAN | USA | GBR | FRA |     |     |     |     |     | –      | –    |
| 1974 | Fiat S.p.A.  | Fiat 124 Abarth Rally |     |     | 6   |     |     |     | 14  |     |     |     |     |     |     | –      | –    |
| 1977 | Leo Kinnunen | Porsche 911           | MON | SWE | POR | KEN | NZL | GRE | FIN | CAN | ITA | FRA | GBR |     |     | –      | –    |
| 1977 | Leo Kinnunen | Porsche 911           |     |     |     | DNF |     |     |     |     |     |     |     |     |     | –      | –    |
| 1979 | Leo Kinnunen | Porsche 911           | MON | SWE | POR | KEN | GRE | NZL | FIN | ITA | CAN | FRA | GBR | CIV |     | 0      | –    |
| 1979 | Leo Kinnunen | Porsche 911           |     |     |     | DNF |     |     |     |     |     |     |     |     |     | 0      | –    |
| 1981 | Leo Kinnunen | Porsche 911 SC        | MON | SWE | POR | KEN | FRA | GRE | ARG | BRA | FIN | ITA | CIV | GBR |     | 0      | –    |
| 1981 | Leo Kinnunen | Porsche 911 SC        |     |     |     |     |     | DNF |     |     |     |     |     |     |     | 0      | –    |
| 1982 | Leo Kinnunen | Porsche 911 SC        | MON | SWE | POR | KEN | FRA | GRE | NZL | BRA | FIN | ITA | CIV | GBR |     | 0      | –    |
| 1982 | Leo Kinnunen | Porsche 911 SC        |     |     |     |     |     | DNF |     |     |     |     |     |     |     | 0      | –    |

| Legende  | Legende            | Legende                                                          |
| Farbe    | Abkürzung          | Bedeutung                                                        |
| -------- | ------------------ | ---------------------------------------------------------------- |
| Gold     | –                  | Sieg                                                             |
| Silber   | –                  | 2. Platz                                                         |
| Bronze   | –                  | 3. Platz                                                         |
| Grün     | –                  | Platzierung in den Punkten                                       |
| Blau     | –                  | Klassifiziert außerhalb der Punkteränge                          |
| Violett  | DNF                | Rennen nicht beendet (did not finish)                            |
| Violett  | NC                 | nicht klassifiziert (not classified)                             |
| Rot      | DNQ                | nicht qualifiziert (did not qualify)                             |
| Rot      | DNPQ               | in Vorqualifikation gescheitert (did not pre-qualify)            |
| Schwarz  | DSQ                | disqualifiziert (disqualified)                                   |
| Weiß     | DNS                | nicht am Start (did not start)                                   |
| Weiß     | WD                 | zurückgezogen (withdrawn)                                        |
| Hellblau | PO                 | nur am Training teilgenommen (practiced only)                    |
| Hellblau | TD                 | Freitags-Testfahrer (test driver)                                |
| ohne     | DNP                | nicht am Training teilgenommen (did not practice)                |
| ohne     | INJ                | verletzt oder krank (injured)                                    |
| ohne     | EX                 | ausgeschlossen (excluded)                                        |
| ohne     | DNA                | nicht erschienen (did not arrive)                                |
| ohne     | C                  | Rennen abgesagt (cancelled)                                      |
| ohne     | keine WM-Teilnahme |                                                                  |
| sonstige | P/fett             | Pole-Position                                                    |
| sonstige | 1/2/3/4/5/6/7/8    | Punktplatzierung im Sprint-/Qualifikationsrennen                 |
| sonstige | SR/kursiv          | Schnellste Rennrunde                                             |
| sonstige | *                  | nicht im Ziel, aufgrund der zurückgelegten Distanz aber gewertet |
| sonstige | ()                 | Streichresultate                                                 |
| sonstige | unterstrichen      | Führender in der Gesamtwertung                                   |